# Condado de Routt
El condado de Routt (en inglés: Routt County), fundado en 1877, es uno de los 64 condados del estado estadounidense de Colorado. En el año 2000 tenía una población de 19 690 habitantes con una densidad poblacional de 3.2 personas por km². La sede del condado es Steamboat Springs.

## Geografía
Según la Oficina del Censo, el condado tiene un área total de 6133 km² (2368,0 mi²), de la cual 6116 km² (2361,4 mi²) es tierra y 17 km² (6,6 mi²) (0.27%) es agua.

### Condados adyacentes
- Condado de Carbon - norte
- Condado de Jackson - este
- Condado de Eagle - sureste
- Condado de Grand - sureste
- Condado de Garfield - suroeste
- Condado de Río Blanco - suroeste
- Condado de Moffat - oeste

## Demografía
En el 2000 la renta per cápita promedia del condado era de $53, 612, y el ingreso promedio para una familia era de $61 927. En 2000 los hombres tenían un ingreso per cápita de $36 997 versus $26 576 para las mujeres. El ingreso per cápita para el condado era de $28 792. Alrededor del 6.10% de la población estaba bajo el umbral de pobreza nacional.

## Ciudades y pueblos
- Hayden
- Oak Creek
- Steamboat Springs
- Yampa